# Vulkaanjunco
De vulkaanjunco (Junco vulcani) is een zangvogel uit de familie Emberizidae (gorzen).

## Verspreiding en leefgebied
Deze soort komt voor in Costa Rica en Panama.